# Château de Fougères-sur-Bièvre
Le château de Fougères-sur-Bièvre (Loir-et-Cher) ne doit pas être confondu avec le château de Fougères, situé en Bretagne.
Le château de Fougères-sur-Bièvre est situé en France sur la Bièvre, en plein centre du village historique de Fougères-sur-Bièvre, dans la commune nouvelle du Controis-en-Sologne, dans le département de Loir-et-Cher, en région Centre-Val de Loire.
Plus précisément, il se trouve à 15 km au sud de Blois et 10 km au sud-ouest de Cheverny.

## Histoire

### Château primitif
Sa première construction date du XIe siècle. Il fut détruit en 1356 au début de la guerre de Cent Ans par Edouard III d'Angleterre, prince de Galles, dit le Prince Noir. Seul restait le donjon.

### Château actuel

#### Le dernier château médiéval du Blésois
Le roi ayant donné son autorisation en 1470, le château fut reconstruit de 1475 à 1483 par Pierre de Refuge, alors trésorier de Louis XI. Les travaux ont été terminés par son gendre, Jean de Villebresme,.

Armoiries de la famille de Refuge.

#### Siècle des Lumières et Révolutions
René Lambot (1734-1802), notaire au Châtelet de Paris et secrétaire du roi, acquiert le château en 1789 ; ses descendants le transforment en 1814 en filature qui fonctionna jusqu'en 1890.

#### XXesiècle
L'État français a racheté le château en 1932 et y entreprend des restaurations qui sont principalement l'œuvre de l'architecte Paul Robert-Houdin (1894-1978), conservateur du château de Chambord. En 1939, au début de la Seconde Guerre mondiale, la Direction des musées de France organise l'évacuation des œuvres se trouvant dans les collections nationales. Le château a servi de gare de triage placé sous la direction de Pierre Schommer. Les tableaux et sculptures sont ensuite répartis dans onze lieux qui ont été aménagés pour les recevoir.

## Protection
Le château fait l’objet d’un classement au titre des monuments historiques depuis le 14 septembre 1912.

## Architecture
Cette demeure seigneuriale de la fin de l'époque gothique[évasif] a été très peu remaniée.
Elle était entourée d'eau, et un chemin de ronde, couvert et à mâchicoulis, couronne les murailles de la façade nord, la façade principale qui s'appuie au donjon rectangulaire, seul élément restant du premier château et à une grosse tour ronde.
La courtine d'entrée est une imposante porte fortifiée prise entre deux tours rondes. Elle donne sur une petite cour intérieure, bordée de bâtiments aux portes surmontées de frontons gothiques sculptés. Une tourelle ronde accolée à l'un des angles du donjon renferme l'escalier à vis.
Les logis, l'aile ouest à quatre étages desservis par un escalier à vis situé dans une tourelle hexagonale et les bâtiments situés au sud ont été construits à la fin du XVe siècle. La chapelle jouxte le corps de logis sud.
La galerie à arcades surbaissées et les ornementations, pilastres à rinceaux et chapiteaux de la façade sur cour sont un décor Renaissance plus tardif, qui date du XVIe siècle. Au même moment le donjon a été percé de fenêtres et lucarnes.

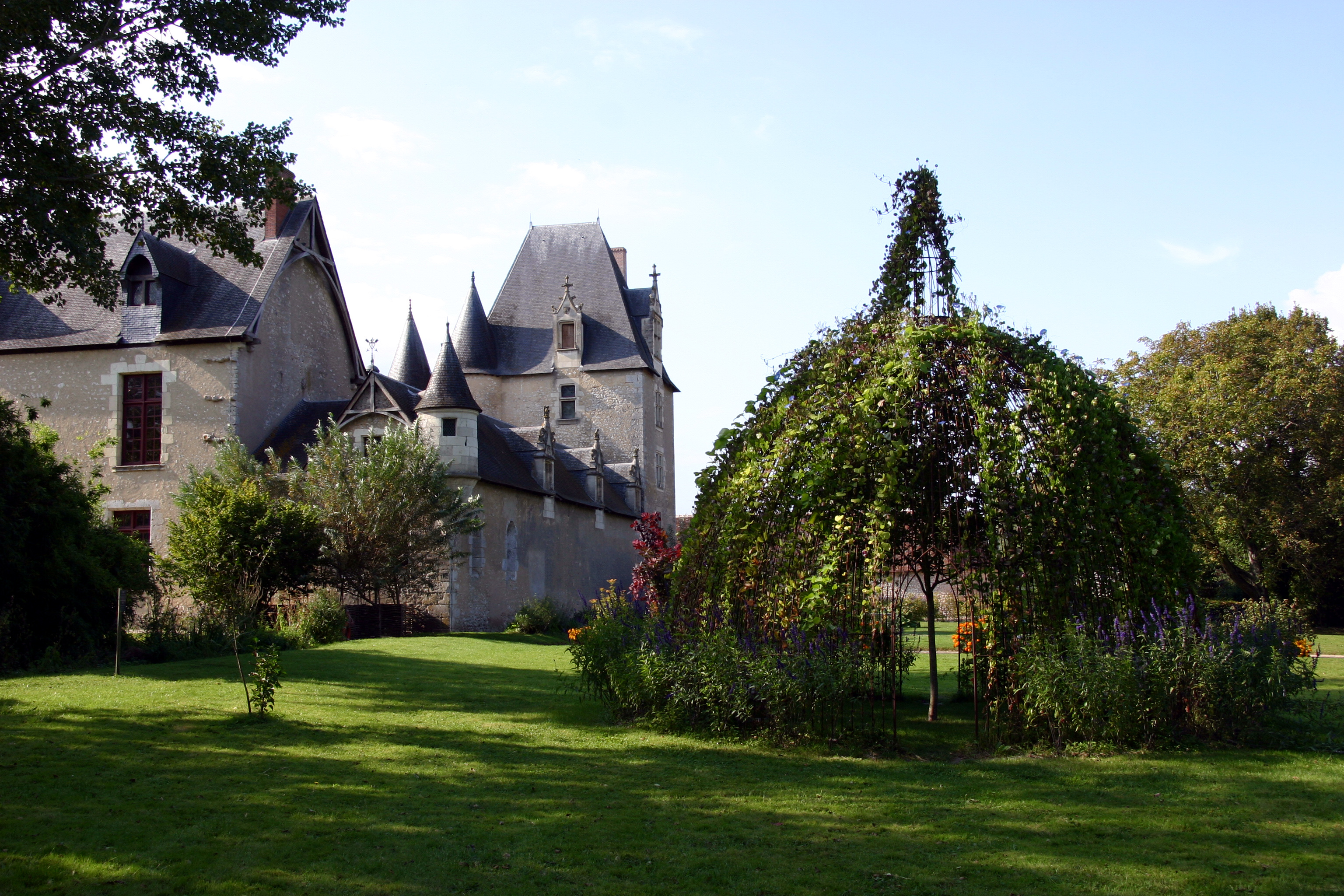
Jardin du château de Fougères-sur-Bièvre

Le jardin potager d'inspiration médiévale est composé de plates-bandes surélevées et consolidées par des châtaigniers tressés. Il est arrosé par la Bièvre.